# Castello di Kōchi
Il castello di Kochi è stato costruito nel 1611 nell'omonima città ed è attualmente uno dei 12 castelli giapponesi rimasti in condizioni autentiche. La gronda curva del tetto gli ha valso il soprannome di "Castello del Falco".

## Storia

Piazza d'armi vista dal torrione

Le origini della fortezza risalgono al XIV secolo e nel 1588 Chôsokabe Motochika espanse la struttura, anche se presto si spostò 5 miglia più a sud, a Urado. Dopo che Chôsokabe venne sconfitto nella battaglia di Sekigahara nel 1600, il territoriò passò a Yamauchi Kazutoyo, che, con la necessità di un castello più grande, fece ricostruire il complesso mantenendo temporaneamente le sue truppe a Osaka e Edo. La costruzione cominciò nel 1602, completando il tenshu un anno dopo e terminando i lavori nel 1611. Il castello ha comunque subito diversi danni nel corso della sua storia. Venne pesantemente danneggiato prima da un terremoto nel 1707 e poi da un incendio nel 1712, come nel 1727. I lavori di ricostruzione si svolsero tra il 1729 e il 1753. Tuttavia, nonostante non abbia mai subito assedi, a metà del XX secolo venne nuovamente danneggiato, questa volta dalle termiti. Così la struttura dovette essere smantellata nel 1949 e riassemblata per il 1955.

## Descrizione

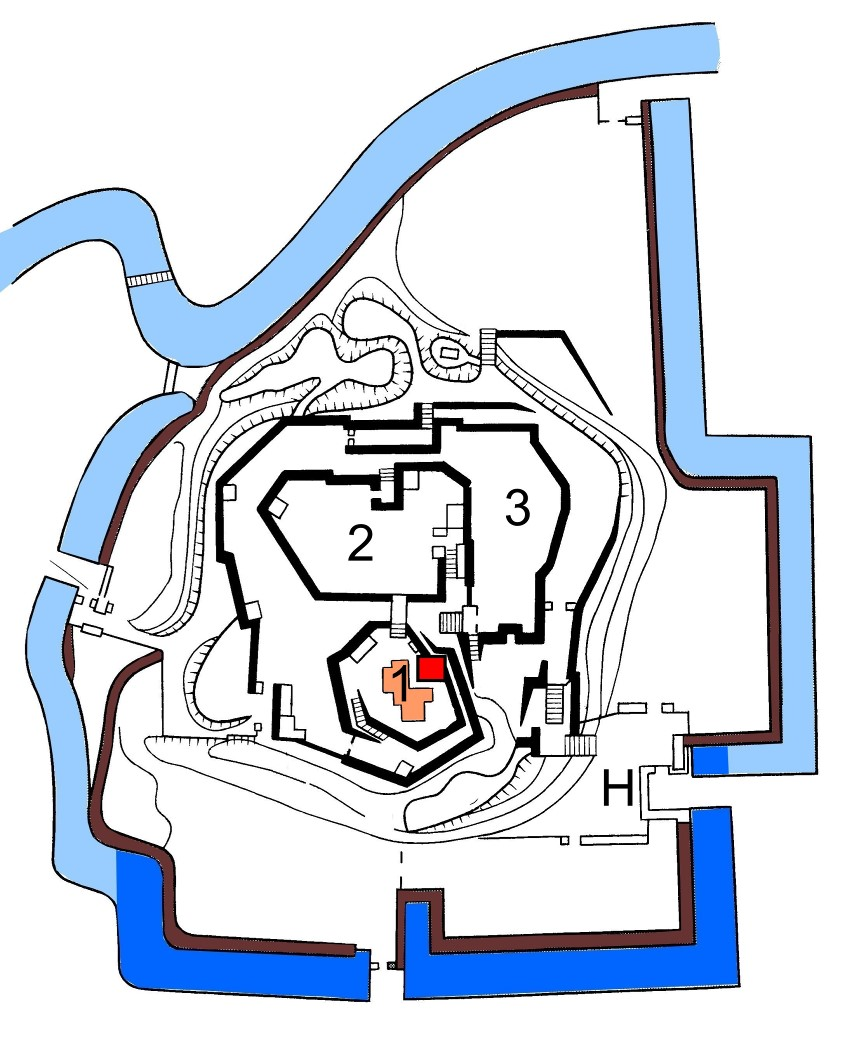
Planimetria del castello:
1: Hommaru
2: Ni-no-maru
3: San-no-maru
H: Ingresso principale
Rosso: tenshu.
Rosa: residenza.
Blu scuro: fossato conservato

L'honmaru (palazzo) del castello si erge sulla collina di Otakasakayama, alta circa 42 m e gli si affianca il tenshu (maschio principale). Il ninomaru si trova più a nord e il sonnomaru a est, entrambi a un livello più basso, mentre ai piedi della collina furono costruiti il nishinomaru e alcune residenze. Per tutto il castello sono ubicate delle mura ricche di lance e di feritoie utili a proteggere dai nemici. Il complesso fa buon uso della disposizione del terreno, formando un fossato naturale a partire dai fiumi Kagami ed Enokuchi. Dalla disposizione del castello si può venire ingannati credendo che la via per arrivare all'honmaru sia lo Tsume-mon, attraversato il quale, invece, ci si ritrova allontanati dall'atrio centrale e sotto l'attacco su tre lati (dal tenshu a sinistra, dal cancello al di sopra e dalle torri di guardia a destra). L'ingresso vero e proprio Ote-mon si trova più a destra e ha due piani, con il piano superiore che funge da sala di guardia. L'Ote-mon è la parte più antica sopravvissuta del Castello di Kochi ed è retto da delle travi principali in legno di zelkova rinforzate con piastre di rame.

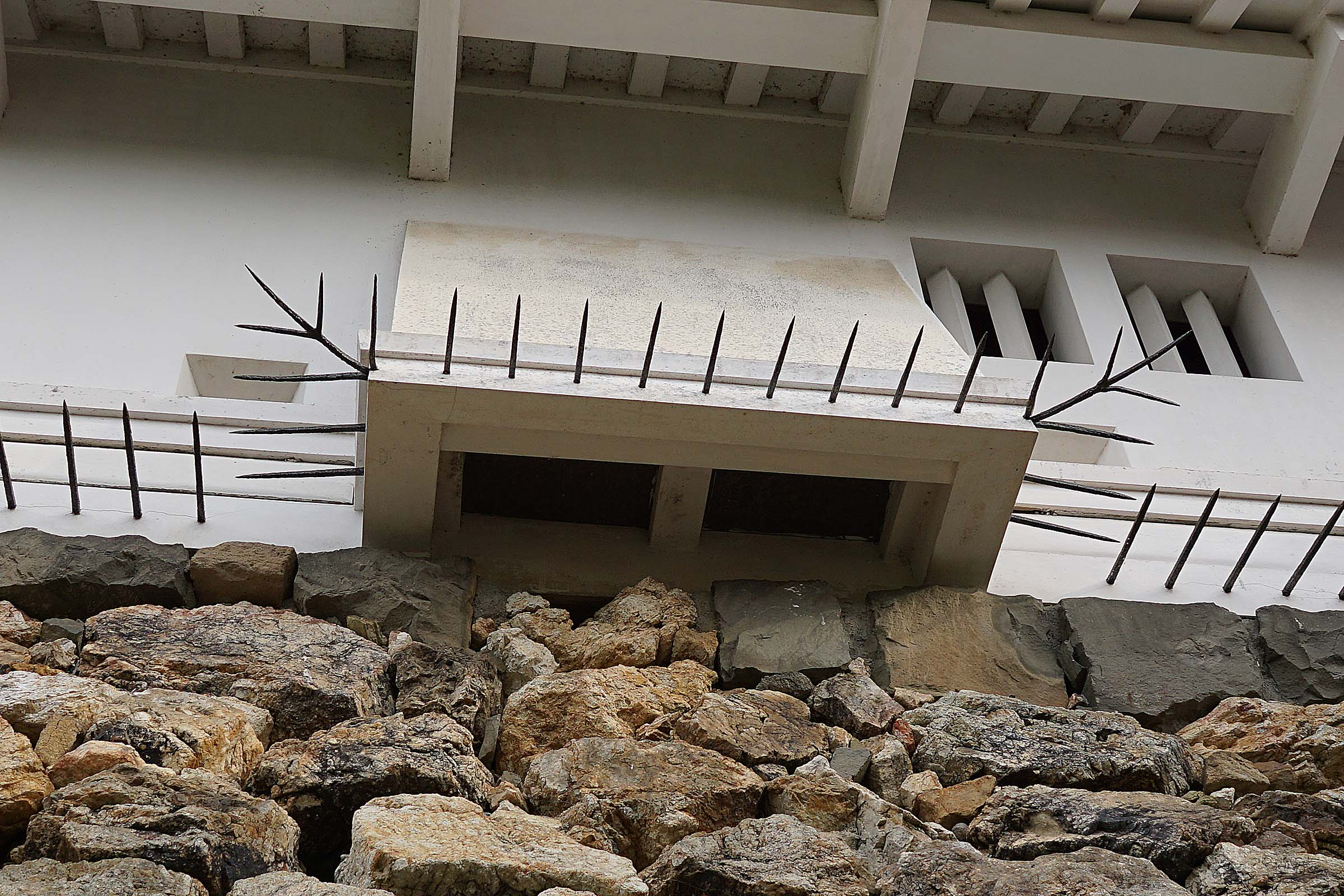
Dettaglio degli tsurugi

Il tenshu (alto 18,5 m) ha quattro livelli esterni, ma cinque interni ed è un caso eccezionale per i castelli giapponesi la base a due livelli in pietra ishigaki. Intorno al livello inferiore il tenshu è adornato di lame tsurugi per evitare che gli assedianti si arrampichino e si trovano solo nei castelli di Kochi, di Kumamoto e di Nagoya. Al primo livello del maschio si trovano gli alloggi, mentre la suite di ritrovo del Daimyō è composta da diverse stanze tra cui un ingresso, una sala di guardia e la camera del signore (di un gradino più alta), più una stanza nascosta ad ospitare le guardie.

## Note

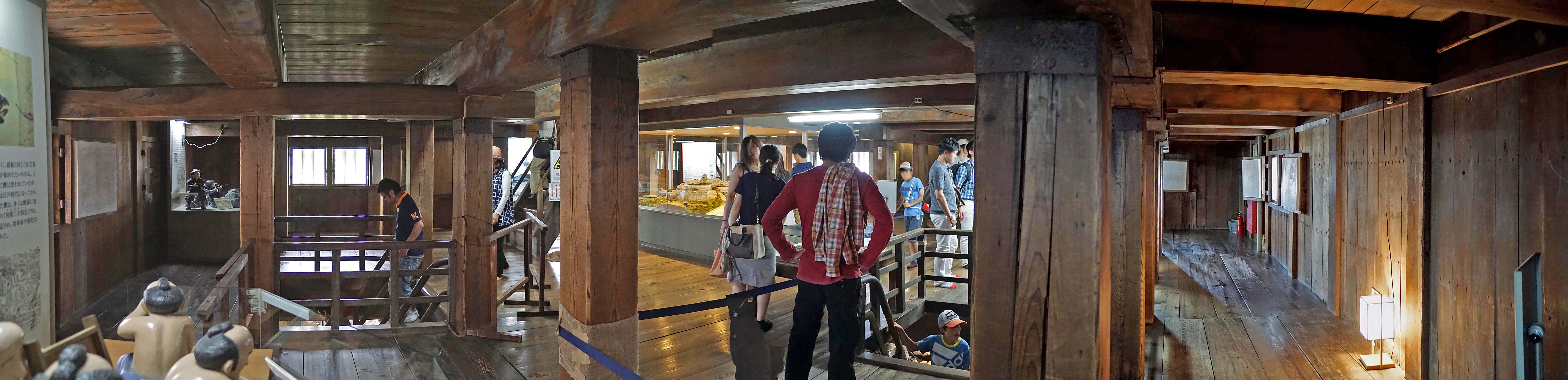
Interni del castello